# Emilio Fernández
Nume spaniole: primul, numele de familie al tatălui : Fernández, al doilea, numele de familie al mamei: Romo
Emilio "El Indio" Fernández (născut Emilio Fernández Romo, n. 26 martie 1904, Coahuila de Zaragoza, Mexic – d. 6 august 1986, Ciudad de México, Mexic) a fost un regizor, actor și scenarist mexican. A fost unul dintre cei mai prolifici regizori din Epoca de aur a cinematografiei mexicane  (în spaniolă Época de Oro del Cine Mexicano) între anii 1940 și 1950. Este mai bine cunoscut pentru lucrarea sa regizorală a filmului María Candelaria (1944), cu care a câștigat  Palme d'Or la Festivalul Internațional de Film de la Cannes din 1946.  Ca actor, a jucat în numeroase filme de producție mexicană și din Hollywood.

## Filmografie selectivă

### Regizor
- 1934 Cruz Diablo
- 1942 Sunt un mexican sadea (Soy puro Mexicano)
- 1943 Floare de câmp (Flor Silvestre)
- 1943 María Candelaria
- 1946 Îndrăgostita (Enamorada)
- 1947 Perla (La perla) (după nuvela „Perla” de John Steinbeck)
- 1948 Rio Escondido
- 1948 Salón Mexico
- 1948 Maclovia
- 1949 Antipatica (La malquerida)
- 1949 Paloma
- 1949 Fata mexicană (Pueblerina)
- 1950 Torța (The torch /Bandit general /Del odio nació el amor)
- 1950 Victimas del pecado
- 1953 Plasa (La red)
- 1953 Reportaje
- 1954 Cuando levanta la niebla
- 1977 Mexiko-Nord
- 1978 Erótica
- 1982 Ahora mis pistolas hablan

### Actor
- 1959 La cucaracha, regia Ismael Rodríguez
- 1960 Cei șapte magnifici (The Magnificent Seven), regia John Sturges
- 1964 The Reward
- 1964 Noaptea iguanei (The Night of the Iguana), regia John Huston
- 1965 Omul din Sierra (The Appaloosa), regia Sidney J. Furie
- 1966 Întoarcerea celor șapte magnifici (Return of the Seven), regia Burt Kennedy
- 1969 Hoarda sălbatică (The Wild Bunch), regia Sam Peckinpah : generalul Mapache
- 1973 Pat Garrett și Billy the Kid (Pat Garrett and Billy The Kid), regia Sam Peckinpah
- 1974 Phantom Gunslinger
- 1974 Bring me the Head of Alfredo Garcia
- 1975 Breakout

### Scenarist
- 1936 Cielito Lindo 	(¡Cielito Lindo!)
- 1937 ¡Adiós, Nicanor!
- 1941 La isla de la pasión /Clipperton
- 1942 Sunt un mexican sadea (Soy puro Mexicano)
- 1943 Floare de câmp (Flor Silvestre)
- 1943 María Candelaria
- 1944 Las abandonadas
- 1944 Bugambilia
- 1944 Entre hermanos
- 1945 Pepita Jiménez
- 1945 Perla (La perla)
- 1946 Enamorada
- 1948 Río Escondido
- 1948 Maclovia
- 1948 Salón México
- 1949 Fata mexicană (Pueblerina)
- 1949 La malquerida
- 1949 Duelo en las montañas
- 1949 The torch o beloved /Del odio nace el amor (EUA)
- 1950 Un día de vida
- 1950 Víctimas del pecado
- 1950 Islas Marías
- 1951 La bienamada
- 1950 Siempre tuya
- 1951 Acapulco
- 1951 El mar y tú
- 1953 La red
- 1953 Reportaje
- 1953 El rapto
- 1953 Trandafirul alb (La rosa blanca / Momentos de la vida de Martí) (México, Cuba)
- 1954 Nosotros dos
- 1955 La Tierra del Fuego se apaga (México, Argentina)
- 1961 Sătucul (Pueblito)
- 1962 Paloma herida (México, Guatemala)
- 1966 Un soldat credincios al lui Pancho Villa (Un dorado de Pancho Villa)
- 1968 El crepúsculo de un dios
- 1973 La Choca
- 1975 Zona roșie (Zona roja)
- 1977 México Norte
- 1978 Erótica

### Producător
- 1946 Evadatul (El fugitivo)
- 1963 Noaptea iguanei  (The night of the iguana)
- 1966 Un dorado de Pancho Villa
- 1968 El crepúsculo de un dios